# قصر الجوسق
قصر الجوسق أو الجوسق الخاقاني هو قصر بناه الخليفة العباسي الثامن المُعتصم بالله، ويقع في مدينة سامراء، وقد بني على الطراز الحيريّ، واكتُشف فيه عدد من التصاوير.[بحاجة لمصدر]